# Summer Rain (singel Belindy Carlisle)
Summer Rain – piosenka Robbiego Seidmana i Marii Vidal wyprodukowana przez Ricka Nowelsa do trzeciego albumu Belindy Carlisle Runaway Horses (1989).